# Collections (The Young Rascals)
Collections è il secondo album in studio del gruppo musicale statunitense The Young Rascals, pubblicato nel 1967.

## Tracce
Side 1
1. What Is the Reason (Felix Cavaliere, Eddie Brigati) – 2:23
2. Since I Fell for You (Buddy Johnson) – 3:25
3. (I've Been) Lonely Too Long (Cavaliere) – 2:57
4. No Love to Give (Gene Cornish) – 2:42
5. Mickey's Monkey (Brian Holland, Lamont Dozier, Eddie Holland) / Turn On Your Love Light (Deadric Malone, Joseph Scott) – 4:41

Side 2
1. Come On Up (Cavaliere) – 2:41
2. Too Many Fish in the Sea (Eddie Holland, Norman Whitfield) – 2:16
3. More (Riz Ortolani, Nino Oliviero, Norman Newell, Marcello Ciorciolini) – 4:20
4. Nineteen Fifty-Six (Cornish) – 2:28
5. Love Is a Beautiful Thing (Cavaliere, Brigati) – 2:30
6. Land of a Thousand Dances (Chris Kenner) – 1:58

## Formazione
- Eddie Brigati – percussioni, voce (tracce 2, 5, 8, 10, 11)
- Felix Cavaliere – organo, piano, voce (1, 3, 5-7, 10)
- Gene Cornish – chitarra, basso, voce (4, 9)
- Dino Danelli – batteria